# Metallpansarmal
Metallpansarmal (Corydoras aeneus) är en pansarmal tillhörande släktet Corydoras. Hanen blir ungefär 6,5 centimeter medan honan blir något större med sina 7 centimeter. Dessa fiskar lever på bottnen och lever på växtmaterial, maskar och kräftdjur. Den är en vanlig akvarefisk.

## Utbredning
Dess naturliga utbredningsområde sträcker sig över vattesystemet i Venezuela, på Trinidad och söderut till La Platabäckenet.